# Окоч
Окоч (слч. Okoč, мађ. Ekecs) насељено је мјесто са административним статусом сеоске општине (слч. obec) у округу Дунајска Стреда, у Трнавском крају, Словачка Република.

## Становништво
| Година:    | 1994. | 2004.   | 2014.   | 2024.   |
| ---------- | ----- | ------- | ------- | ------- |
| Број људи: | 3587  | 3752    | 3631    | 3661    |
| Разлика:   |       | +4,59 % | -3,22 % | +0,82 % |

| Година:    | 2023. | 2024.   |
| ---------- | ----- | ------- |
| Број људи: | 3672  | 3661    |
| Разлика:   |       | -0,29 % |

Према подацима о броју становника из 2011. године насеље је имало 3.672 становника.